# Dobroliubovka, Kirovske
Dobroliubovka (în ucraineană Добролюбовка) este un sat în comuna Lhovske din raionul Kirovske, Republica Autonomă Crimeea, Ucraina.

## Demografie
Componența lingvistică a localității Dobroliubovka
     Rusă (47,58%)
     Tătară crimeeană (38,18%)
     Ucraineană (12,73%)
     Alte limbi (1,52%)
Conform recensământului din 2001, nu exista o limbă vorbită de majoritatea populației, aceasta fiind compusă din vorbitori de rusă (47,58%), tătară crimeeană (38,18%) și ucraineană (12,73%).